# Đại học Basel
Trường Đại học Basel được thành lập năm 1460 và là trường đại học lâu đời nhất ở Thụy Sĩ và là một trong những tổ chức giáo dục đại học lâu đời nhất trên thế giới.
Ban đầu trường chỉ có bốn khoa – nghệ thuật, luật, y học và thần học. Hiện nay, trường có bảy khoa bao gồm nhiều môn học, và là nơi học tập cho hàng chục ngàn sinh viên, trong đó có hơn 2.500 ứng viên tiến sĩ.
Thư viện Đại học Basel có hơn 8 triệu bản,là một trong những thư viện lớn nhất ở Thụy Sĩ.
Ngoài thư viện chính này, có hai bộ sưu tập chuyên biệt hơn: Đại học thư viện y tế và  Đại học kinh doanh và thư viện kinh tế / Lưu trữ kinh tế Thụy Sĩ.
Trường đã từng trải qua nhiều thăng trầm trong lịch sử 550 năm của nó, và tại một thời điểm trong thế kỷ 18 trường chỉ có 60 sinh viên theo học. Khoảng thời gian này, đã có các cuộc thảo luận về giải thể trường hoàn toàn.
Tuy nhiên vào thế kỉ 20, trường phát triển mạnh bất chấp những thách thức của hai cuộc chiến tranh thế giới.
Năm 1997, Đại học Basel mở Đại học Senior, cung cấp giáo dục đại học cho người lớn tuổi. Theo sau vào năm 2004 là việc thành lập Trường Đại học dành cho trẻ em từ 8- 12 tuổi, được thiết kế để giới thiệu những người trẻ vào thế giới khoa học và cung cấp cho họ cái nhìn phía sau một trường đại học hiện đại.
Trường nằm ở trung tâm thành phố, gần sông Basel.
Cựu sinh viên nổi tiếng của Đại học Basel gồm các nhà khoa học Đức William Theilheimer, tác giả và nhà tâm lý học Thụy Sĩ Alice Miller, người sáng lập tâm lý học phân tích Carl Gustav Jung và nhà hóa sinh Emil Abderhalden.